# Igor' Čugajnov
Igor' Valer'evič Čugajnov (in russo Игорь Валерьевич Чугайнов?; Mosca, 6 aprile 1970) è un allenatore di calcio ed ex calciatore russo, di ruolo difensore, tecnico del Sibir'.

## Palmarès

### Calciatore
- Coppa di Russia: 5

Torpedo Mosca: 1992-1993
Lokomotiv Mosca: 1995-1996, 1996-1997, 1999-2000, 2000-2001